# Zizaniopsis
Zizaniopsis é um género botânico pertencente à família Poaceae.